# MAG 3–6, 8, 10–11
Die Dampflokomotiven MAG 3–6, 8, 10–11 der Moselbahn (MAG) waren zweizylindrige Nassdampf-Tenderlokomotiven für leichte Personenzüge. Sie wurden von der Maschinenbauanstalt Humboldt zwischen 1902 und 1919 hergestellt und waren für den Personenverkehr auf den Strecken der Westdeutschen Eisenbahn-Gesellschaft (WeEG) bestimmt.
Die letzte Lokomotive war bis 1967 vorhanden. Mit ihrer charakteristischen Bauform der weit vorgelagerten Laufachse und zwei bis unter den Stehkessel reichenden Kuppelachsen ähneln sie den heute noch in einigen Exemplaren als Museumsloks erhaltenen Bayerischen Pt 2/3.

## Geschichte
Die Personenzuglokomotiven der Moselbahn mussten gute Laufeigenschaften auf kurvenreicher Strecke haben, Züge mit einer Masse von 150 t befördern können sowie gute Beschleunigungswerte und Laufeigenschaften während der Vorwärtsfahrt haben. Die WeEG bestellte bei der Maschinenbauanstalt Humboldt sechs B-gekuppelte Lokomotiven mit einer Vorlaufachse. 1919 kam eine weitere baugleiche Maschine hinzu.
Die Zylinder der Lok waren fast in Lokmitte hinter der Laufachse angeordnet, die beiden Antriebsachsen waren weit nach hinten verlegt, was ein kompaktes Triebwerk mit zweischienigem Kreuzkopf, Allan-Steuerung und Flachschiebern bedingte. Das bescherte der Lokomotive ein hecklastiges Aussehen. Die Lokomotiven besaßen eine kupferne Feuerbüchse, die zwischen den Treibrädern lag, und einen 3,4 m langen flusseisernen Langkessel. Die Dampfeinströmung war bei den Loks noch außen ausgeführt. Die Höchstgeschwindigkeit der Lokomotiven betrug ursprünglich 40 km/h, 1936 wurde sie unter anderem bei den Lokomotiven 3 und 8 auf 50 km/h hochgesetzt. Die kleinen B-Kuppler konnten bis zu sechs Vierachser ziehen und waren in der Anfangszeit die typischen Moseltal-Lokomotiven, die auf zahlreichen Heimatfilmen und in der Werbung verewigt wurden.
Die Ausmusterungen begannen schon in den 1930er Jahren, bei der Mehrzahl der Lokomotiven war ab 1950 Dienstende.
Eine Lokomotive kam zur Oderbruchbahn und später als 70 6401 in den Bestand der Deutschen Reichsbahn. Diese Lokomotive war bis 1964 in Frankfurt (Oder) in Betrieb.
Drei Lokomotiven sollten eine Bezeichnung der Deutschen Eisenbahn-Gesellschaft (DEG) erhalten. Für sie waren die Nummern 10–12 im DEG-Nummernschema reserviert. Jedoch bekam nur die 1905 unter der Werknummer 266 gebaute ehemaligen MAG 8 1960 ein DEG-Nummernschild als DEG 11. Allerdings war sie zu der Zeit nicht mehr im Einsatz. Im selben Jahr stand eine Hauptausbesserung an, was die Abstellung der Lok zur Folge hatte. Vorher waren nur noch Gelegenheitsarbeiten und Rangierdienste ihr Aufgabengebiet.
Nach der Abstellung wurde sie zunächst als Denkmalslok in Bernkastel vorgesehen. Nachdem die Standortfrage gescheitert war, sollte sie auf einem Spielplatz landen. Die Gemeindeverwaltung hatte jedoch Bedenken gegen dieses Vorhaben, sodass die Lok 1967 verschrottet wurde.